# Lý Bằng
Lý Bằng (20 tháng 10 năm 1928 - 22 tháng 7 năm 2019, chữ Hán giản thể: 李鹏; phồn thể: 李鵬; latin hóa: Li Peng) là Thủ tướng thứ tư của Quốc vụ viện nước Cộng hòa Nhân dân Trung Hoa từ năm 1987 đến năm 1998; Ủy viên trưởng Ủy ban Thường vụ Đại hội Đại biểu Nhân dân Toàn quốc Trung Quốc từ năm 1998 đến năm 2003. Vào thập kỷ những năm 90 của thế kỷ XX, Lý Bằng là nhân vật quyền lực thứ hai trong Đảng Cộng sản Trung Quốc sau Tổng Bí thư Giang Trạch Dân. Ông là Ủy viên Ban Thường vụ Bộ Chính trị Đảng Cộng sản Trung Quốc từ năm 1987 cho đến năm 2002, và đến năm 2003 thì nghỉ hưu hoàn toàn khỏi tất cả các chức vụ. Ông thuộc lớp lãnh đạo Đảng Cộng sản Trung Quốc thế hệ thứ ba.
Lý Bằng sinh ra tại Thượng Hải, quê gốc ở Nghi Tân, Tứ Xuyên. Ông là con trai của nhà văn Lý Thạc Huân, một trong những nhà cách mạng đầu tiên của Đảng Cộng sản Trung Quốc. Ông đã mồ côi cha lúc mới 3 tuổi. Ông là con nuôi của Chu Ân Lai. Năm 1945 khi 17 tuổi, gia nhập Đảng Cộng sản Trung Quốc.
Với tư cách là Thủ tướng, Lý là đại diện rõ ràng nhất của việc chính phủ Trung Quốc ủng hộ việc sử dụng vũ lực để dập tắt các cuộc biểu tình tại Quảng trường Thiên An Môn năm 1989. Trong sự kiện Thiên An Môn, Lý đã sử dụng quyền hạn của mình với tư cách là Thủ tướng để tuyên bố thiết quân luật, và theo sự điều phối của nhà lãnh đạo tối cao thực tế Chủ tịch Quân ủy Trung ương Đặng Tiểu Bình, ra lệnh quân đội đàn áp những sinh viên biểu tình ủng hộ dân chủ tại Quảng trường Thiên An Môn vào tháng 6 năm 1989, dẫn đến một vụ thảm sát gây rúng động dư luận thế giới. Lý ủng hộ một cách tiếp cận bảo thủ đối với Cải cách kinh tế Trung Quốc, điều này khiến ông mâu thuẫn với Tổng Bí thư Triệu Tử Dương, người không được ủng hộ vào năm 1989. Sau khi Triệu bị cách chức bởi Đặng Tiểu Bình và các nguyên lão, Lý đã thúc đẩy một chương trình nghị sự bảo thủ cho nền kinh tế xã hội chủ nghĩa, nhưng đã mất ảnh hưởng vào tay Phó Thủ tướng Chu Dung Cơ và không thể ngăn cản quá trình tự do hóa thị trường ngày càng tăng của nền kinh tế Trung Quốc. Trong thời gian tại vị, ông đã chỉ đạo xây dựng dự án Đập Tam Hiệp gây tranh cãi. Lý qua đời ở tuổi 90 tại Bắc Kinh.

## Thời trẻ
Lý sinh ngày 20 tháng 10 năm 1928 với tên khai sinh là Lý Viễn Bồng (李遠芃; Lǐ Yuǎnpéng) tại ngôi nhà của gia đình ông ở Khu tô giới Pháp tại Thượng Hải, hiện ở số 545 đường Yanan, quận Hoàng Phố ở Thượng Hải. Gia đình ông có nguồn gốc tổ tiên ở Thành Đô, Tứ Xuyên. Ông là con trai của Lý Thạc Huân, một trong những nhà cách mạng đầu tiên của Đảng Cộng sản Trung Quốc, là chính ủy của Sư đoàn 20 trong cuộc nổi dậy Nam Xương, và Triệu Quân Dao, cũng là một đặc vụ Cộng sản thời kỳ đầu. Năm 1931, cha của Li, khi đó hoạt động bí mật ở Hải Nam, bị Quốc dân đảng bắt và xử tử. Lý được cho là đã gặp Đặng Dĩnh Siêu, vợ của lãnh tụ Cộng sản cấp cao Chu Ân Lai, ở Thành Đô năm 1939, người sau đó đưa ông đến Trùng Khánh để gặp Chu, mặc dù Chu ở trong căn cứ Cộng sản Diên An, và họ không gặp nhau cho đến cuối năm 1940. Năm 1941, khi Lý 12 tuổi, Chu gửi Lý đến Diên An, nơi Lý học cho đến năm 1945. Khi 17 tuổi, ở Năm 1945, Lý gia nhập Đảng Cộng sản Trung Quốc.

## Gia đình
Con trai Trưởng: Lý Tiểu Bằng (1959), Bộ trưởng Bộ Giao thông Vận tải (9/2016), Tỉnh Trưởng Sơn Tây (2013-2016).